# TOI-470
TOI-470 — двойная звезда в созвездии Большого Пса на расстоянии приблизительно 423 световых лет (около 130 парсек) от Солнца. Визуальная звёздная величина звезды — +11,17m. Возраст звезды определён как около 1,4 млрд лет.
Вокруг звезды обращается, как минимум, одна планета.

## Характеристики
Первый компонент — жёлтый карлик спектрального класса G. Масса — около 0,87 солнечной, радиус — около 0,831 солнечного, светимость — около 0,441 солнечной. Эффективная температура — около 5085 K.
Второй компонент — красный карлик спектрального класса M. Масса — около 0,175 солнечной. Удалён в среднем на 1770 а.е..

## Планетная система
В 2023 году группой астрономов было объявлено об открытии планеты TOI-470 b.